# 吳江 (弘治進士)
吳江（1470年—？），字從岷，號與齋，浙江湖州府德清縣人，明朝政治人物。

## 生平
弘治八年（1495年）浙江鄉試第四十九名舉人，弘治九年（1496年），聯捷丙辰科二甲第三十七名進士。授刑部主事，升員外郎。出爲江西按察司僉事，升山西按察司副使、河南布政使。正德十六年（1521年）罷歸。

## 家族
曾祖吳孟甫，遇例冠帶；祖父吳傑，承事郎；父吳美，禮部司務。母俞氏。重庆下。弟山、巒、嵩、岑、嶽、㠐。